# Asagena fulva
Asagena fulva es una especie de araña del género Asagena, familia Theridiidae, orden Araneae. La especie fue descrita científicamente por Keyserling en 1884.
La especie se mantiene activa durante los meses de enero, marzo, abril, mayo, junio, julio, agosto y diciembre.

## Descripción
Los machos miden 2,4-5,0 milímetros de longitud y las hembras 3-6,5 milímetros.

## Distribución
Se distribuye por México y Estados Unidos.